# North Somerset
North Somerset är en enhetskommun (unitary authority) i det ceremoniella grevskapet Somerset i sydvästra England i Storbritannien.  Kommunen har 219 145 invånare (2022). Huvudort är Weston-super-Mare. Bristol Airport ligger i North Somerset. 
North Somerset är indelat i 39 civil parishes med visst lokalt självstyre:

- Abbots Leigh
- Backwell
- Banwell
- Barrow Gurney
- Blagdon
- Bleadon
- Brockley
- Burrington
- Butcombe
- Churchill
- Clapton-in-Gordano
- Cleeve
- Clevedon
- Congresbury
- Dundry
- Easton-in-Gordano
- Flax Bourton
- Hutton
- Kenn
- Kewstoke
- Kingston Seymour
- Locking
- Long Ashton
- Loxton
- Nailsea
- Portbury
- Portishead
- Puxton
- St. Georges
- Tickenham
- Walton-in-Gordano
- Weston-super-Mare
- Weston in Gordano
- Wick St. Lawrence
- Winford
- Winscombe and Sandford (med orterna Winscombe och Sandford)
- Wraxall and Failand
- Wrington
- Yatton